# Homolys
Homolys eller Homolytisk reaktion är ett förlopp vid vilket en kemisk kovalent bindning bryts på sådant sätt att elektronerna som uppgjorde bindningen delas lika mellan delarna som bildas, eller då ämnen som innehåller udda antal elektroner (t.ex. fria radikaler) reagerar med varandra så att en kovalent bindning uppkommer.
A:B → A· + ·B